# Ett oskrivet blad (bok av Pinker)
Ett oskrivet blad är en populärvetenskaplig bok från 2002 av den kanadensisk-amerikanske psykologiprofessorn Steven Pinker. Pinker argumenterar mot idén om människan som en tabula rasa, ett oskrivet blad utan medfödda egenskaper, i samhällsvetenskapen. Pinker menar att människans beteende i hög grad har uppstått genom evolutionspsykologisk anpassning. Boken blev en internationell bästsäljare och var finalist till Pulitzerpriset. Den gavs ut på svenska 2006 i översättning av Per Rundgren.

## Sammanfattning
Pinker menar att modern vetenskap har utmanat tre "sammankopplade dogmer", som inom det intellektuella samtalet utgör den dominerande synen på människans natur:
- Det oskrivna bladet (medvetandet har inga medfödda egenskaper) — empirism
- Den ädla vilden (människor föds goda och korrumperas av samhället) — romantik
- Spöket i maskinen (varje människa har en själ som gör val avskilt från biologin) — andlig/kroppslig dualism

Pinker ägnar mycket av boken åt att undersöka de rädslor för politiska och sociala konsekvenser som hans syn på den mänskliga naturen skulle kunna medföra:
- Rädslan för ojämställdhet
- Rädslan för ofullkomlighet
- Rädslan för determinism
- Rädslan för nihilism

Pinker betraktar dessa farhågor som non sequiturer. Han argumenterar bland annat för att en handlings bakomliggande orsaker inte upphäver det personliga ansvaret, och att en mening med livet inte förutsätter ett syfte bakom de processer som har utformat hjärnan, utan bara att hjärnan i sig har egna syften och meningar. Han argumenterar för att ett moralsystem som utgår från det oskrivna bladet lätt riskerar att kullkastas av empirisk forskning. Han menar också att idén om det oskrivna bladet står i kontrast till motstånd mot orättvisa maktförhållanden, eftersom ett oskrivet blad skulle kunna präglas till att uppskatta slaveri och förnedring.
Pinker argumenterar för att erkännandet av skillnader i medfödda egenskaper inte är ett argument mot omfördelningspolitik. Tvärtom menar han att det kan användas för att motivera omfördelningar av välstånd, då människor om de föddes med samma egenskaper endast skulle behöva ges lika förutsättningar för att livet skulle vara rättvist. Pinker menar att vänstern istället för att försöka bestrida rön om medfödda skillnader borde anamma ett evolutionspsykologiskt perspektiv och utifrån det kritisera samhällsklyftor.
Boken ger ett antal exempel på skadliga konsekvenser som tron på människan som ett oskrivet blad har lett till:
- Totalitär social ingenjörskonst – om människans egenskaper helt beror på miljön skulle en totalkontroll över miljön kunna skapa perfekta människor.
- Felaktig eller överdriven skuldbeläggning av föräldrar när deras barn beter sig illa.
- Frisläppandet av farliga psykopater som snabbt begår nya brott.
- Uppförandet av massiva och enahanda hyreskaserner, när ingenjörer tror att människors preferenser vad gäller boende och miljö är kulturellt betingade och utbytbara.
- Förföljelse av framgångsrika grupper som antas ha nått sin position på orättfärdigt sätt. Pinker tar som exempel upp judarna i Tyskland och Förintelsen, kulakerna i Sovjetunionen, rika bönder under kulturrevolutionen i Kina samt stadsbor och intellektuella under röda khmererna i Kambodja.